# St. Francis Bay
St. Francis Bay este un oraș din Sarah Baartman District Municipality, Provincia Eastern Cape, Africa de Sud.